# Samuel Sullivan
Samuel Sullivan, interprété par Robert Knepper, est le principal antagoniste de la saison 4 de la série Heroes. Il a le pouvoir de contrôler la terre (Géokinésie). 

## Son histoire

### Son passé
Il nait à Coyote Sands, un centre pour spéciaux créé par le gouvernement et dirigé par Chandra Suresh. Ce dernier constate lors de sa naissance que son pouvoir est amplifié lorsqu'il y a d'autres spéciaux autour de lui. Le scientifique le dit à la mère du bébé qui le révèle à son autre fils Joseph et lui dit de ne jamais le lui avouer. 
Par la suite, son père est engagé comme jardinier chez les parents de Vanessa Wheeler, une jeune fille dont il tombe amoureux. Malheureusement, les frères Sullivan fondent un cirque pour les gens spéciaux tandis que Vanessa entre dans la vie active. Le jeune homme reste amoureux d'elle et va la voir fréquemment. 
8 semaines avant la saison 4, il entend Mohinder Suresh parler à Joseph puis demande à celui-ci ce que le scientifique lui a dit. Joseph lui avoue tout et lui annonce qu'il a appelé Emil Danko afin qu'il l'emprisonne. Samuel, en colère à cause du mensonge et de la trahison de son frère le tue, avant de regretter son geste. Il part ensuite voir Mohinder et lui demande les films de Coyote Sands mais le biologiste les détruit avant d'être tué par le forain qui retourne au Carnaval.

### Volume 5: Rédemption
Il est le leader mystérieux d'une troupe de forains nommée "Sullivan Bros. Carnival". 
Il est introduit dans la saison 4 comme narrateur et nous raconte la mort de son frère, Joseph. Samuel utilise son pouvoir pour engloutir des maisons complètes. Il peut aussi manipuler l'encre.
Rapidement, il apparait comme un beau parleur, essayant de convaincre tour à tour tous les spéciaux connus de le rejoindre dans la fête foraine des Sullivan.  Environ deux semaines après la "mort" de Sylar, il a surpris une conversation entre Mohinder Suresh et son grand frère Joseph sur la possibilité que Samuel puisse augmenter la puissance de ses pouvoirs en présence de nombreux spéciaux. Désireux d'en savoir plus, il va retrouver le scientifique pour obtenir le film contenant les recherches de Chandra Suresh sur son cas à Coyote Sands, mais le tue devant son refus.
À la mort de son frère, il prend la tête du cirque, et utilise le pouvoir de Lydia pour tout connaître de ceux qu'il souhaite amener à lui. S'il n'hésite pas à visiter lui-même les spéciaux qui l'intéressent, il utilise Edgar, un lanceur de couteaux super-rapide, pour les missions plus secrètes, comme récupérer la boussole de son frère volée par Emile Danko. Il a ainsi rendu visite à Peter Petrelli, Claire Bennet, Tracy Strauss et a retrouvé Sylar.
Hiro et Lydia découvrent toutefois son secret : il est l'assassin de Joseph, qui savait qu'il pouvait amplifier son pouvoir et lui a caché pendant des années.
Maître en duplicité, son véritable objectif est en réalité de créer un havre de paix pour les êtres spéciaux, où il serait le chef aux côtés de Vanessa, son amour de jeunesse. Avec l'aide d'Emma, il invite Ian à la fête foraine pour fertiliser une vallée aride. Mais devant le refus de Vanessa, il détruira une ville. Plus tard il cherche à tuer tous les humains normaux dans Central Park en utilisant le pouvoir d'Emma, mais sera contré à temps par Peter, Sylar et Claire. Il est ensuite arrêté par compagnie (se faisant passer pour la police).

## Son pouvoir
Samuel possède le pouvoir de géokinésie : il peut contrôler la terre et ce qui s'y rattache directement, comme la roche ou le sable. Il peut la déplacer à sa guise (on le voit utiliser son pouvoir pour recouvrir un cercueil de terre) et même la faire léviter (on le voit tuer en faisant léviter des pierres pour les projeter à grande vitesse sur ses cibles ou encore neutraliser Sylar en créant un nuage de poussière). Ce pouvoir s'étend aux encres minérales qu'il crée, permettant à Lydia de lire l'avenir à travers ses tatouages ou de dessiner.
Il semblerait que son pouvoir ne puisse être utilisé qu'en présence d'autres spéciaux car, privé de la présence des membres de sa "famille", Samuel se retrouve privé de pouvoir. Son pouvoir semble également se renforcer de façon exponentielle en compagnie des spéciaux : selon son frère, avec suffisamment de spéciaux à ses côtés, Samuel pourrait devenir mille fois plus puissant et déplacer des montagnes entières.